# Fórmula de Leibniz para π
Em matemática, a fórmula de Leibniz para π, que leva o nome de Gottfried Wilhelm Leibniz, estabelece que
{\displaystyle 1\,-\,{\frac {1}{3}}\,+\,{\frac {1}{5}}\,-\,{\frac {1}{7}}\,+\,{\frac {1}{9}}\,-\,\cdots \;=\;{\frac {\pi }{4}}.\!}
Usando a notação de somatório:
{\displaystyle \sum _{n=0}^{\infty }\,{\frac {(-1)^{n}}{2n+1}}\;=\;{\frac {\pi }{4}}.\!}

## Nomes
A série infinita acima é denominada série de Leibniz. É também denominada série de Gregory-Leibniz, reconhecendo o trabalho de James Gregory. A fórmula foi descoberta por Madhava de Sangamagrama sendo assim denominada série de Madhava–Leibniz.

## Prova
{\displaystyle {\begin{aligned}{\frac {\pi }{4}}&=\arctan(1)\;=\;\int _{0}^{1}{\frac {1}{1+x^{2}}}\,dx\\[8pt]&=\int _{0}^{1}\left(\sum _{k=0}^{n}(-1)^{k}x^{2k}+{\frac {(-1)^{n+1}\,x^{2n+2}}{1+x^{2}}}\right)\,dx\\[8pt]&=\sum _{k=0}^{n}{\frac {(-1)^{k}}{2k+1}}+(-1)^{n+1}\int _{0}^{1}{\frac {x^{2n+2}}{1+x^{2}}}\,dx.\end{aligned}}}
Considerando somente a integral na última linha temos:
{\displaystyle 0<\int _{0}^{1}{\frac {x^{2n+2}}{1+x^{2}}}\,dx\;<\;\int _{0}^{1}x^{2n+2}\,dx\;=\;{\frac {1}{2n+3}}\;\rightarrow \;0{\text{ com }}n\rightarrow \infty .\!}
Portanto, com {\displaystyle n\rightarrow \infty } obtemos a série de Leibniz:
{\displaystyle {\frac {\pi }{4}}\;=\;\sum _{k=0}^{\infty }{\frac {(-1)^{k}}{2k+1}}.}

## Ineficiência
A fórmula converge lentamente. Para calcular π com 10 dígitos decimais corretos usando soma direta são necessários aproximadamente 5 bilhões de termos porque {\displaystyle \scriptstyle {\frac {1}{2k+1}}<10^{-10}} for {\displaystyle \scriptstyle k>{\frac {10^{10}-1}{2}}}.
Contudo, a fórmula de Leibniz pode ser usada para calcular π com grande precisão (centenas de dígitos ou mais) usando várias técnicas de aceleração de convergência. Por exemplo, a transformação de Shanks, transformação binomial ou transformação de Van Wijngaarden, que são métodos gerais para séries alternadas, podem ser aplicadas para as somas parciais da série de Leibniz. Adicionalmente, combinando termos aos pares fornece a série não alternada
{\displaystyle {\frac {\pi }{4}}=\sum _{n=0}^{\infty }{\bigg (}{\frac {1}{4n+1}}-{\frac {1}{4n+3}}{\bigg )}=\sum _{n=0}^{\infty }{\frac {2}{(4n+1)(4n+3)}}}
que pode ser avaliada com grande precisão com pequeno número de termos, usando extrapolação de Richardson ou a fórmula de Euler–Maclaurin. Esta série pode também ser transformada em uma integral mediante a fórmula de Abel–Plana e avaliada usando técnicas de integração numérica.